# Барбастро
Барбастро (ісп. Barbastro) — муніципалітет в Іспанії, у складі автономної спільноти Арагон, у провінції Уеска. Населення — 16 924 особи (2009).

## Географія
Муніципалітет розташований на відстані близько 370 км на північний схід від Мадрида, 45 км на схід від Уески.
На території муніципалітету розташовані такі населені пункти: (дані про населення за 2009 рік)
- Барбастро: 17004 особи
- Бурсеат: 20 осіб
- Крехенсан: 56 осіб

## Демографія
Динаміка населення (INE ):

## Релігія
- Центр Барбастро-Монсонської діоцезії Католицької церкви.

## Галерея зображень

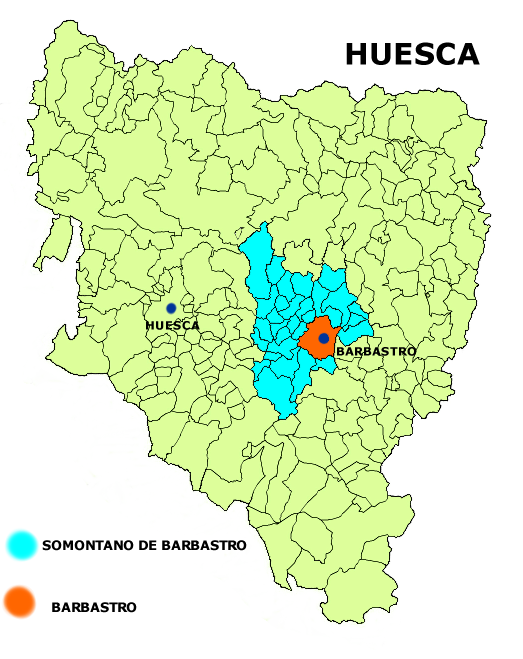
Розташування муніципалітету
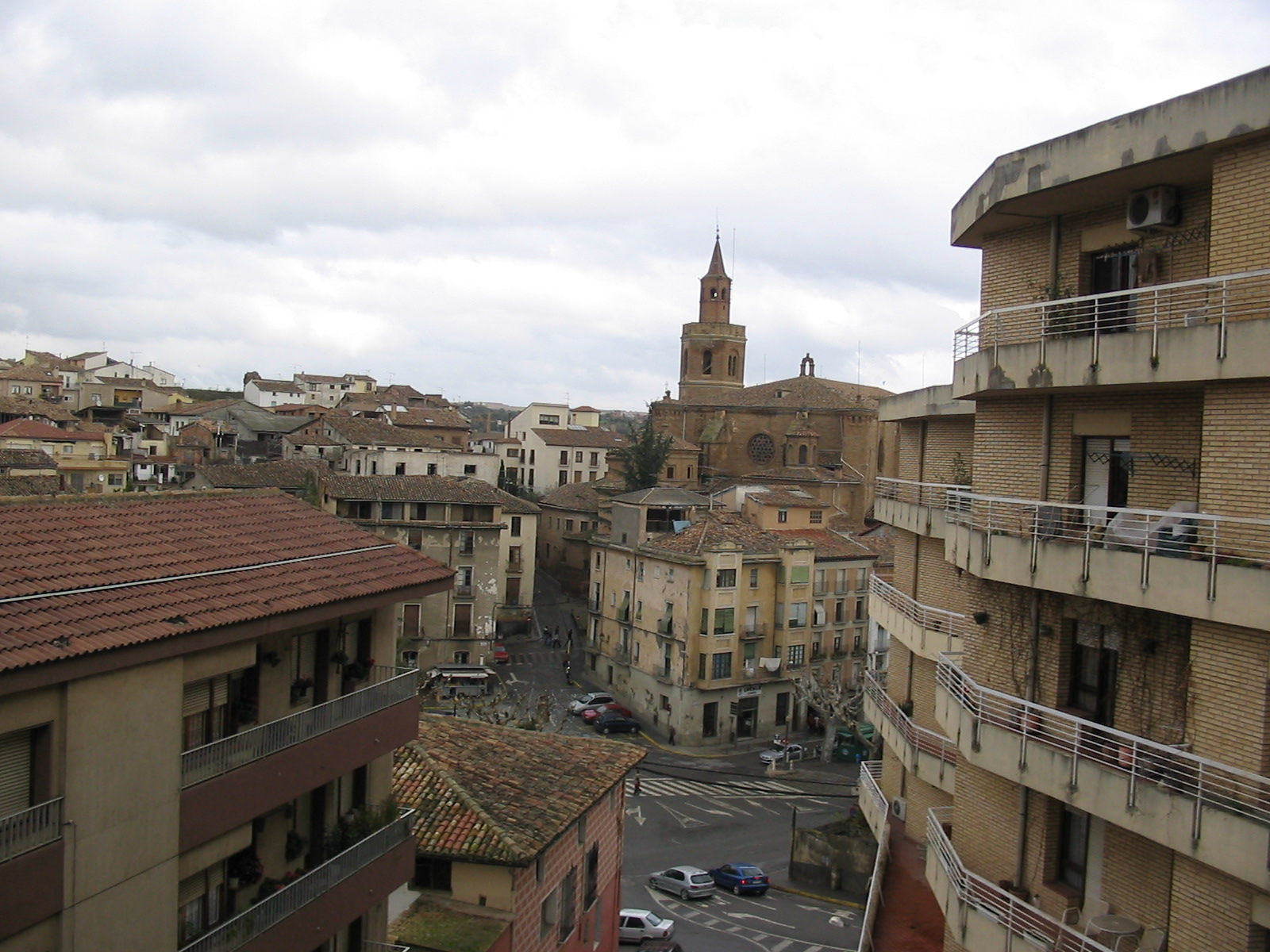
Панорама Барбастро і собору